# Roberto Messa
Roberto Messa (Brescia, 3 marzo 1957) è uno scacchista italiano, Maestro Internazionale.

## Biografia
Imparò a giocare a scacchi nel 1972 sull'onda dello storico match fra lo statunitense Bobby Fischer e il sovietico Boris Spasskij. Divenuto maestro nel 1976, vinse il campionato italiano del 1981 a Barcellona Pozzo di Gotto (ME), torneo in cui precedette Stefano Tatai, secondo classificato, di due punti e mezzo. Dal 1981 al 1987 fu scacchista professionista, alternando l'agonismo alla collaborazione, fra gli altri, con Scacco!, Contromossa, il Giornale di Brescia, Domenica Quiz e Televideo (in occasione dei match di campionato del mondo fra Kasparov e Karpov del 1987 e 1990).
Fece parte della nazionale italiana alle Olimpiadi scacchistiche di Lucerna 1982 e Dubai 1986, dove terminò imbattuto con 6,5 punti su 9. Nel 1985 giunse secondo al campionato italiano di Arcidosso, alle spalle di Alvise Zichichi, e lo stesso anno si classificò primo nel torneo di Albena (Bulgaria), conquistando il titolo di maestro internazionale. Nel 1986 vinse, con la Cavit di Trento, il 21º campionato italiano a squadre.
Nel 1988 rilevò la direzione del mensile Scacco!, divenendone editore insieme al siracusano Salvatore Gallitto, e abbandonò l'agonismo. Tra il 1989 e il 1990 lasciò Scacco! e fondò la casa editrice Messaggerie Scacchistiche; dal 1990 ha assunto la direzione di Torre & Cavallo, di cui è attualmente anche editore. Nel 2000 ha lanciato la prima rivista scacchistica web italiana, Messaggero Scacchi, insieme al maestro FIDE bergamasco Dario Mione.
Nel novembre 2007 ha fondato, presso la Biblioteca di Sarezzo, l'ASD Scuola di Scacchi Torre & Cavallo, che si pone come obiettivo principale quello di promuovere e organizzare l'insegnamento degli scacchi nelle scuole di Brescia e provincia.
Il 9 dicembre 2023 a Brescia, a margine del Campionato italiano di scacchi, ha ricevuto dalla Federazione Scacchistica Italiana la benemerenza al merito come "personalità della cultura".

## Partite
Ecco alcune partite del MI Roberto Messa, trascritte in notazione algebrica italiana.
- Roberto Messa - Giorgio Coppini (Reggio Emilia 1981/82)

Difesa Pirc – 1.e4 d6 2.d4 Cf6 3.Cc3 g6 4.f4 Ag7 5.Cf3 c5 6.dxc5 Da5 7.Ad3 Dxc5 8.De2 Ag4 9.Ae3 Da5 10.0–0 0–0 11.De1 Cc6 12.Cd2 Dc7 13.Rh1 Ad7 14.Dh4 a6 15.Cc4 b5 16.Cb6 Tad8 17.Ccd5 Db7 18.f5 Tfe8 19.fxg6 hxg6 20.Ah6 Cg4 21.Axg7 Rxg7 22.Txf7+ Rxf7 23.Dh7+ Re6 24.Dxg6+ Re5 25.Dg5+ Rd4 26.Dd2 Re5 27.Df4+ 1-0
- Roberto Messa - Alvise Zichichi (Venezia 1983)

Difesa siciliana – 1.e4 c5 2.Cf3 e6 3.d4 cxd4 4.Cxd4 Cc6 5.Cc3 a6 6.Cxc6 bxc6 7.Ad3 d5 8.0–0 Ad6 9.Te1 Ce7 10.e5 Ab8 11.Ag5 c5 12.Ca4 Aa7 13.c4 d4 14.Dg4 Rf8 15.Tad1 h6 16.Dh4 Tg8 17.Ac1 Ad7 18.Ac2 Cc6 19.Dh5 Cb4 20.Ab3 Cxa2 21.Axa2 Axa4 22.b3 Ae8 23.Dh3 Th8 24.Ab1 Tb8 25.Td3 Da5 26.Ad2 Dc7 27.Tg3 Ab6 28.Dg4 g6 29.Dh4 Aa5 30.Axh6+ Rg8 31.Th3 Dd8 32.Df4 Axe1 33.Axg6 De7 34.Ah7+ Rxh7 35.Af8+ Rg6 36.Tg3+ 1-0
- Roberto Messa - Antonio Martorelli  (Cesenatico 1986)

Difesa siciliana – 1.e4 c5 2.Cf3 e6 3.d4 cxd4 4.Cxd4 a6 5.Ad3 Cc6 6.Cxc6 dxc6 7.Cd2 e5 8.Cc4 Ce7 9.Ae3 Cg6 10.Cb6 Tb8 11.Cxc8 Txc8 12.Df3 Ab4+ 13.Rf1 0–0 14.h4 b5 15.h5 Cf4 16.Axf4 exf4 17.e5 De7 18.Dxf4 Aa5 19.Th3 c5 20.Tg3 Rh8 21.Txg7 Rxg7 22.Df5 Tg8 23.h6+ Rxh6 24.Dxh7+ Rg5 25.g3 1-0
- Roberto Messa - Garcia J.  (Olimpiadi di Dubai 1986)

Difesa siciliana – 1.e4 c5 2.Cf3 d6 3.d4 cxd4 4.Cxd4 Cf6 5.Cc3 g6 6.Ac4 Ag7 7.h3 Cc6 8.Ae3 0–0 9.Ab3 Ad7 10.0–0 Cxd4 11.Axd4 Ac6 12.Dd3 Da5 13.Tad1 Cd7 14.Cd5 Tfe8 15.Axg7 Rxg7 16.f4 Tad8 17.Rh1 Dc5 18.Dg3 Cf6 19.f5 Cxe4 20.Dh4 Axd5 21.fxg6 Cf6 22.Txd5 Dc7 23.Txf6 exf6 24.Dxh7+ Rf8 25.g7+ Re7 26.De4+ Rd7 27.Aa4+ Rc8 28.Axe8 1-0
- Roberto Messa - Nenad Aleksić  (Caorle 1987)

Difesa siciliana – 1.e4 c5 2.Cf3 d6 3.d4 cxd4 4.Cxd4 Cf6 5.Cc3 a6 6.f4 Dc7 7.Ad3 e6 8.0–0 Ae7 9.Rh1 Cc6 10.Cf3 b5 11.e5 dxe5 12.fxe5 Cd7 13.Af4 Ab7 14.Ce4 Ccxe5 15.Cxe5 Cxe5 16.Dh5 Af6 17.Tae1 Td8 18.Axe5 Axe5 19.Cc5 Txd3 20.cxd3 Dxc5 21.Dxf7+ Rd8 22.Dxb7 Te8 23.Tf7 1-0